# Vladimer Mamuchashvili
Vladimer Mamuchashvili, né le 29 août 1997 à Tbilissi, est un footballeur international géorgien, qui joue au poste de milieu défensif au Torpedo Koutaïssi.

## Biographie

### En club
Vladimer Mamuchashvili rejoint le Saburtalo Tbilissi en 2004. 
Le 1er octobre 2013, Vladimer Mamuchashvili dispute son premier match avec le Saburtalo Tbilissi face au Samgurali Tskhaltoubo en deuxième division géorgienne. 
En 2015, le club est promu en première division, et Mamuchashvili dispute son premier match dans cette compétition le 13 août 2015 contre le FC Tskhinvali. Le 21 juin 2017, il marque son premier but chez les professionnels contre le Shukura Kobouleti. 
À l'été 2018, Mamuchashvili rejoint pour deux saisons le Dinamo Batoumi qui évolue alors en deuxième division. En fin d'année 2018, il est sacré champion de deuxième division avec le Dinamo Batoumi, mais aussi sacré champion de première division avec le Saburtalo avec qui il a disputé sept matchs de championnat en première division. 
Le 27 août 2020, il dispute son premier match européen contre l'Hapoël Beer-Sheva en premier tour de qualifications à la Ligue Europa. En décembre 2020, il prolonge son contrat au Dinamo Batoumi pour deux saisons. Il marque son premier but européen le 8 juillet 2021 contre la SP Tre Penne dans le cadre du premier tour de qualifications à la Ligue Europa Conférence. 
En 2021 et 2023, Mamuchashvili est sacré champion de Géorgie avec le Dinamo Batoumi. Au cours de la campagne 2023, il inscrit douze buts et est élu dans l'équipe type de la saison. 
Le 13 août 2024, il rejoint le Sheriff Tiraspol. 

### En sélection
Le 5 septembre 2021, Vladimer Mamuchashvili honore sa première sélection en équipe de Géorgie contre l'Espagne en qualifications à la Coupe du monde 2022. 

## Palmarès
- Saburtalo Tbilissi
  - Vainqueur du Championnat de Géorgie en 2018
  - Vainqueur du Championnat de Géorgie de deuxième division en 2015

- Dinamo Batoumi
  - Vainqueur du Championnat de Géorgie en 2021 et 2023
  - Vainqueur de la Supercoupe de Géorgie en 2022
  - Vainqueur du Championnat de Géorgie de deuxième division en 2018